# Mutrécy

Mutrécy este o comună în departamentul Calvados, Franța. În 1 ianuarie 2022 avea o populație de 578 de locuitori.